# پیر برسولت
پیر برسولت (انگلیسی: Pierre Brossolette; ۲۵ ژوئن ۱۹۰۳ – ۲۲ مارس ۱۹۴۴) یک روزنامه‌نگار، سیاستمدار و عضو مقاومت فرانسه بود.
وی همچنین برندهٔ جوایزی همچون لژیون دونور (شوالیه) و صلیب جنگ ۱۹۴۵–۱۹۳۹ (فرانسه) شده‌است.
پیر رهبر سوسیالیست‌ها، یکی از رهبران اصلی و قهرمانان مقاومت داخلی فرانسه بود. او پس از آنکه توسط گشتاپو بازداشت و شکنجه می‌شود تصمیم به خودکشی می‌گیرد و بدون اینکه حرفی زده باشد در مقر گشتاپو در خیابان فاچ خود را از پنجره به بیرون پرتاپ می‌کند. خاکستر او در ۲۷ مه ۲۰۱۵ به پانتئون منتقل شد.

## زندگی‌نامه

### آموزش و فعالیت‌ها
پیر برسولت در خانه شماره ۷۷ خیابان میکل انژ متولد شد. او پسر لئون برسولت، بازرس آموزش ابتدایی در پاریس و مدافع سرسخت آموزش و پرورش سکولار در اوایل قرن بیستم و مادرش جین ویل، دختر فانیسکی، مدیر آموزش متوسطه بود. دو خواهر بزرگترش، سوزان (همسر بورگین) و ماریان (همسر یوزوف) هر دو دارای تیتر در تاریخ تجمع زنان هستند که در آن زمان نادر بود.
پیر در امتحان ورودی مدرسه سطح بالای نرمال اول شد و در تمام طول تحصیلش لقب شاگرد ممتاز را داشت. اوبه جای آنکه مانند هم سن‌های خودش دنبال درجات تحصیلی باشد به عمل و سیاست و روزنامه‌نگاری رو آورد. اما بعد از آنکه در برنامه رادیویی به توافقنامه مونیخ تاخت ازان کار اخراج شد.

### مقاومت

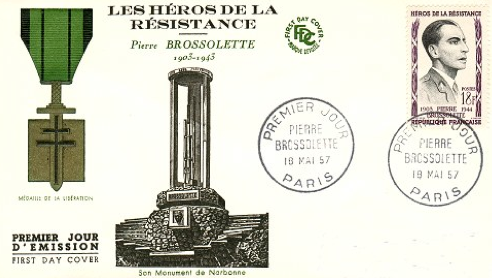
اولین سری تمبرهای پستی در بزرگداشت مقاومت .۱۹۵۷

در ابتدای جنگ جهانی دوم، پیر با درجه ستوانی به لشکر پنجم پیاده‌نظام اعزام شد. او قبل از شکست فرانسه به درجه سروانی رسید و با اولین صلیب جنگ ۱۹۳۹–۱۹۴۵ تزئین شد. ستاره برنزی ۱۱ ژوئیه ۱۹۴۰ به خاطر عملکردش او در هنگام عقب‌نشینی واحدش بود. (او موفق شد تمام افراد خود را با سلاح‌های شان به عقب بیاورد). او بخاطر دشمنی اش با فرانسه ویشی به گروه موزه انسان ملحق شد و به ژان کااسوپار آگنس هامبرت، بنیان‌گذار آن معرفی شد. در همان زمان، او آخرین شماره نشریه «مقاومت» متعلق به جنبش را می‌نویسد؛ و تلاش می‌کند تا از متوقف شدن ان جلوگیری کند. پیر آنگاه در تشکیل گروه‌های مقاومت در شمال و سازمان مدنی و نظامی در منطقه اشغال شده شرکت کرد و بعد از ملاقات با سرهنگ رمی رئیس بخش مطبوعات آشنا شد.
پیر برسولت و همسرش یک کتابفروشی روسی در شماره ۸۹ خیابان پمپ در پاریس خریدند و آن را به عنوان یک محل ملاقات و «صندوق پستی» برای مقاومت بکار گرفتند. با استفاده از گاری مخصوص حمل کتاب‌ها در زیرزمین چندین اسناد در طی این مدت از جمله طرح‌هایی برای کارخانه رنو مبادله شد.

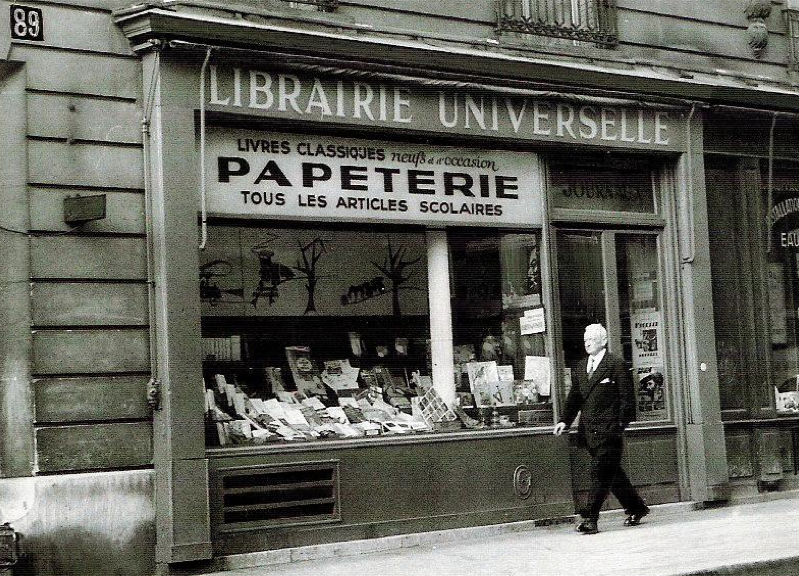
کتابفروشی شماره ۸۹ خیابان پمپ در منطقه ۱۶ پاریس

در آوریل ۱۹۴۲، او به عنوان نماینده جنبش مقاومت به لندن سفر کرد تا با شارل دوگل ملاقات کند. او سپس با تلاش و جدیتش به یک فرمانده برای سرویس مخفی فرانسه آزاد و دفتر مرکزی اطلاعات و عملیات آن که در ارتباط با بخش ویژه عملیات ویژه اجرایی بریتانیا بود، ارتقا یافت.

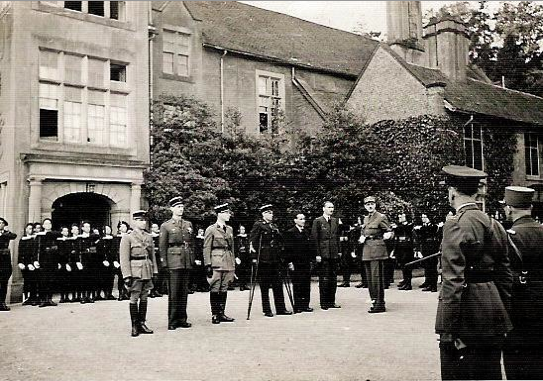
ژنرال دوگل برسولت را همراه با آزادی ۱۷ اکتبر ۱۹۴۲ می‌خواند.

### دستگیری
برسولت برای بار سوم به پاریس بر می‌گردد تا مقاومت پاریس راکه در اثر حملات متعدد گشتاپو بهم ریخته شده‌است بازسازی کند. در این زمان نقش و اهمیت او بعد از مرگ جین مولین و عدم تمایل دوگل به جایگزینی او به عنوان رئیس شورای ملی مقاومت فرانسه برای اس دی شناخته شده بود. او دفعات متعددی از دستگیری گریخته بود و قرار بود برای معرفی امیل بولارت رئیس جدید شورای ملی مقاومت به دوکل تا اواخر ۱۹۴۳ به بریتانیا بازگردد. به دلیل هوای خراب زمستانی و هم چنین بسته بودن بعضی مسیرها این کار میسر نشد؛ بنابراین در فوریه ۱۹۴۴ آن‌ها تصمیم گرفتند با قایق از بریتانی حرکت کنند. اما قایق به طوفان برخورد و در پوینت دوراز در هم شکسته شد. آن‌ها موفق می‌شوند خود را به ساحل برسانند و توسط افراد مقاومت مخفی می‌شوند. اما یک زن محلی به آن‌ها خیانت می‌کند و آن‌ها در یک نقطه کنترلی دستگیر می‌شوند.
هویت برسولت و بولارت مشخص نمی‌شود و آن‌ها را مدت‌ها در زندان رن نگه می‌دارند. همرزمان آن‌ها در پاریس تدارک نجات آن‌ها را می‌بینند اما قبل از اقدام کشف شده و دستگیر می‌شوند. بسیاری از نفرات مقاومت در پاریس نیز در خیابان پمپ دستگیر می‌شوند.

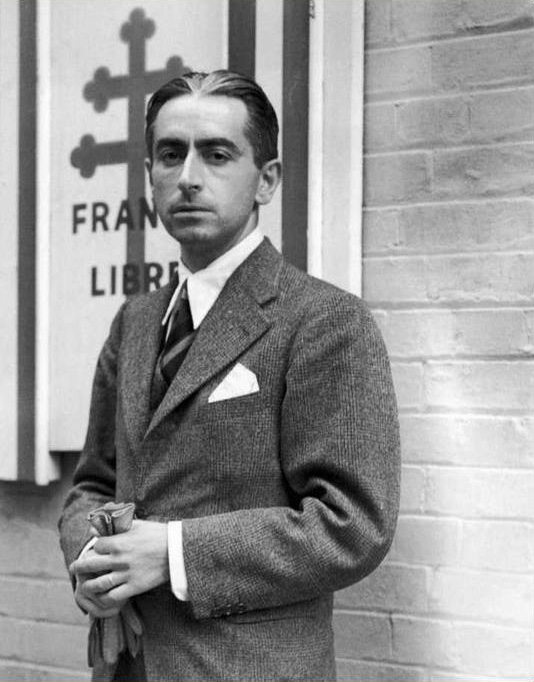
پیر برسولت در لندن

## مرگ
پیر برسولت و امیل بولارتر چندین روز تحت شکنجه قرار می‌گیرند. تا اینکه در روز ۲۲ مارس ۱۹۴۴برسولت از یک غفلت نگهبان استفاده کرده و خود را از پنچره طبقه چهارم ساختمان به بیرون پرتاب می‌کند. او در مقابل درب ورودی ساختمان می‌افتد و به شدت مجروح ی شود. برسولت ۲۲ ساعت بعد در بیمارستان پیتی-سالپتری‌یر درگذشت؛ و در روز ۲۴ مارس در گورستان پر-لاشز به خاک سپرده شد.

## پلاک‌های یادبود مقاومت فرانسه در پاریس

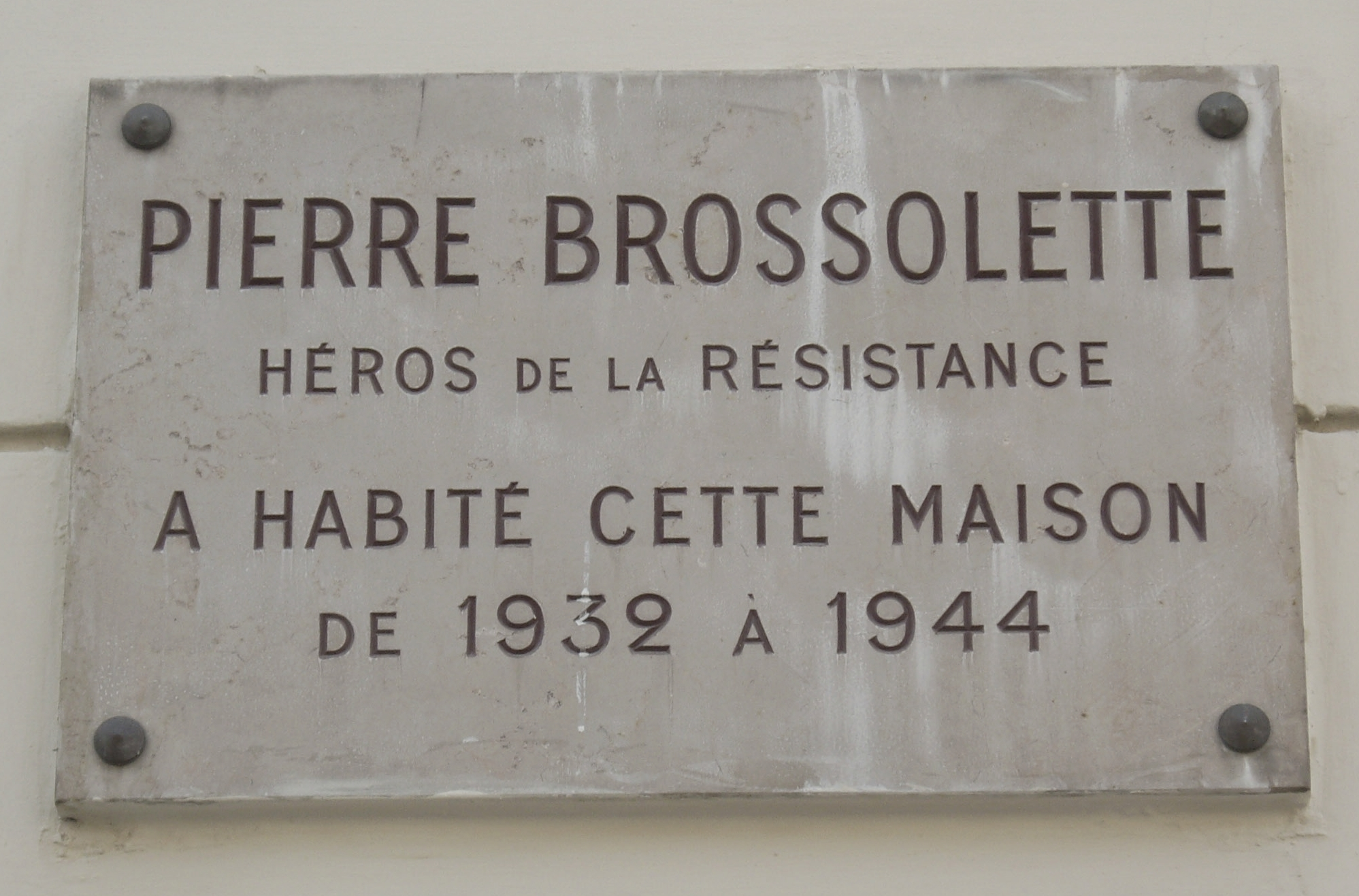
شماره ۱۲۳ خیابان گرنل
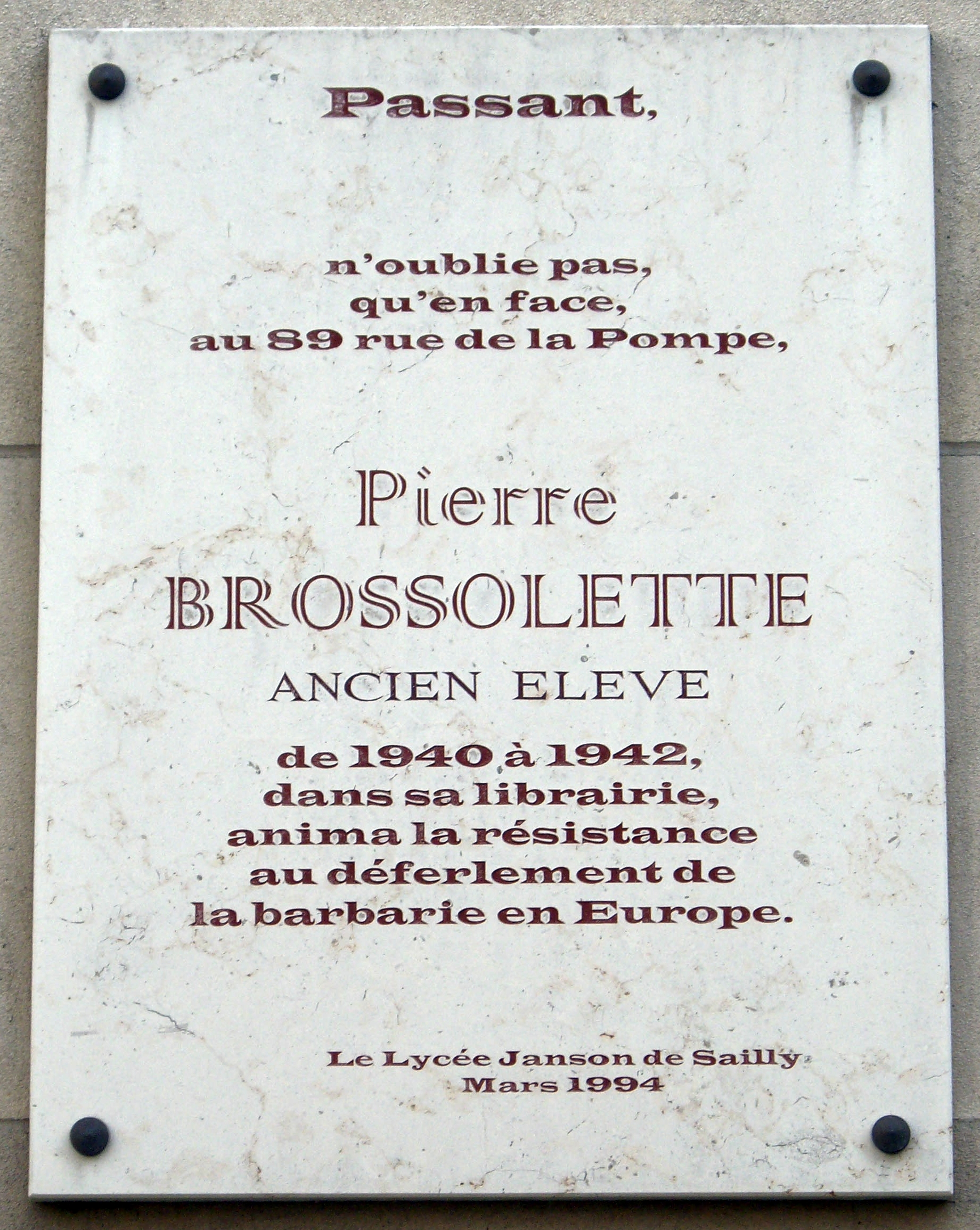
شماره ۱۰۳ خیابان پمپ
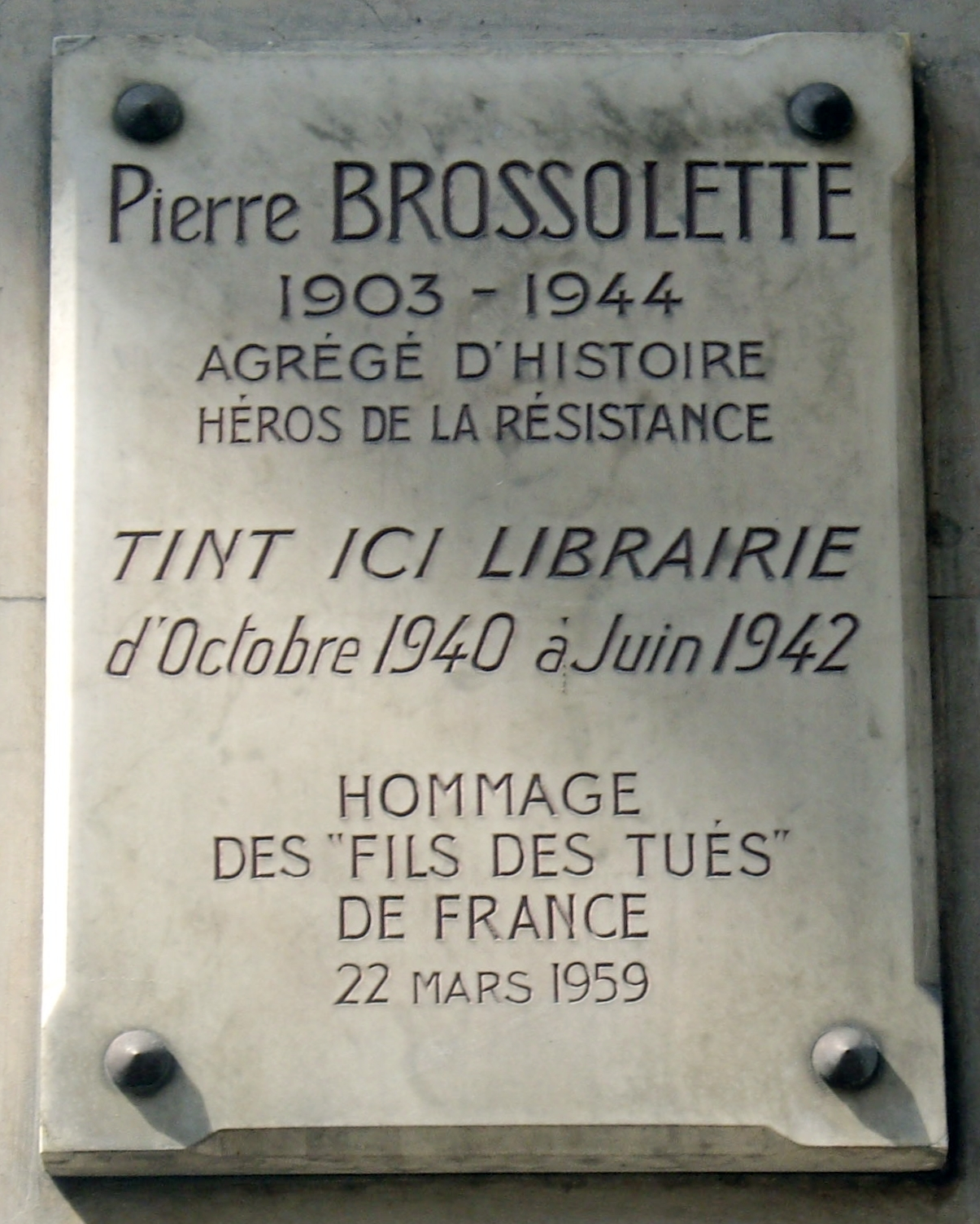
شماره ۸۹ خیابان پمپs
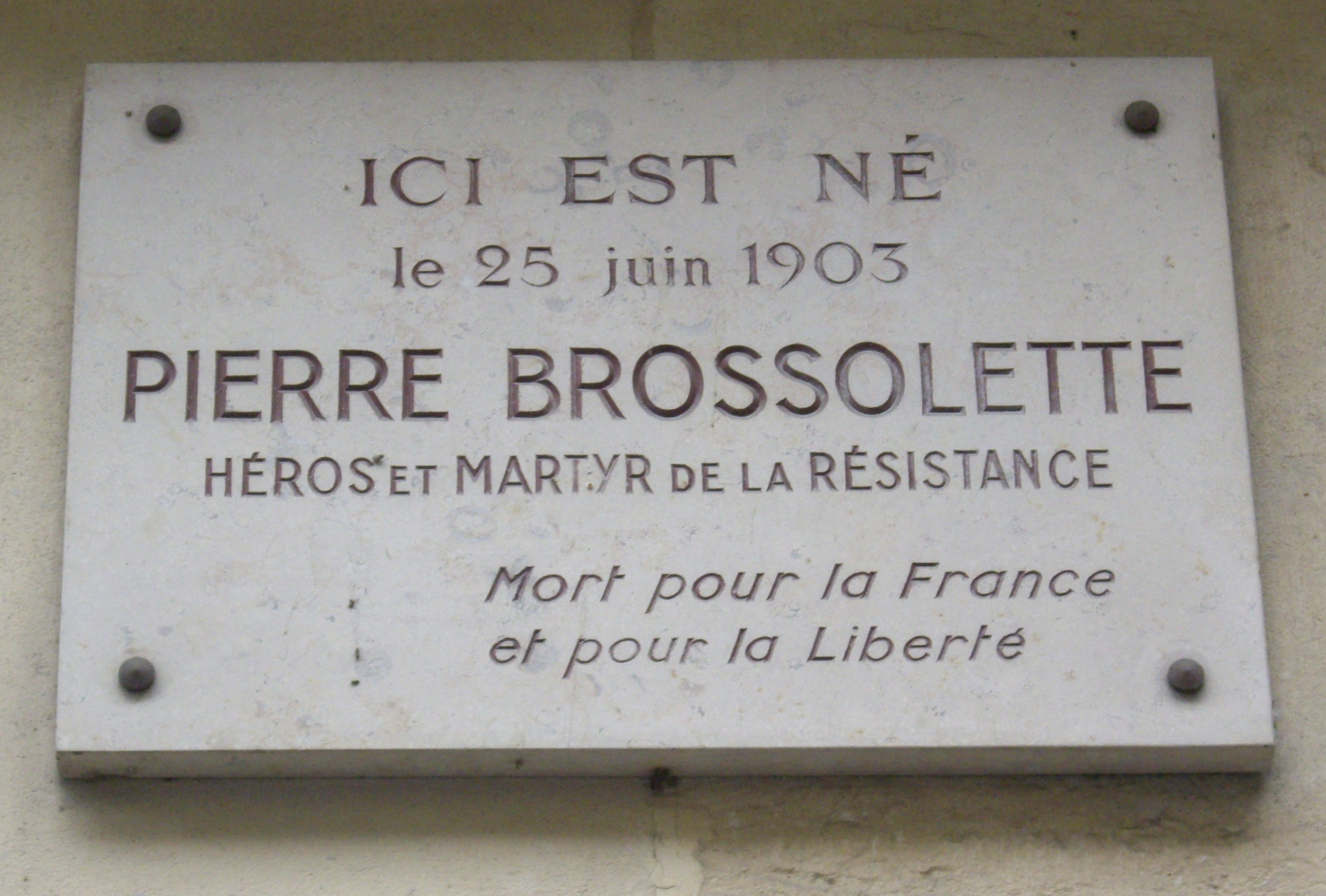
شماره ۷۷ خیابان میکل انژ